# Último Guerrero
José Gutiérrez Hernández (Gómez Palacio, 1º marzo 1972) è un wrestler messicano.

## Biografia
Guerrero ha contribuito a far crescere anche la fama della CMLL a livello internazionale.
Ha iniziato la sua storia nella sua città natale Gomez Palacio, Durango, terre che negli ultimi anni sono state vivaio di grandi combattenti, perché uomini come Sombra, Diamante Negro e anziani come Wagner Brothers & Blue Panther. È un combattente che ha rivoluzionato il modo di combattere messicano ed è emigrato rapidamente a Città del Messico lottando per la promotion Promo Azteca,lì ha formato un ottimo tag team gli" Holligan" insieme con il suo amico Ultimo Rebelde (oggi Holligan in CMLL).
I due avevano già vinto il campionato di coppie a Laguna con Ultimo Rebelde quando si faceva chiamare El Flanagan. Alla fine del 1997 è stato il suo ingresso nella promotion CMLL dove presto ha catturato l'attenzione dei tifosi e dove iniziò un ottimo feud contro Mr.Aguila fino ad arrivare al match mask vs mask che lo vide vincitore... Grazie all'ottimo incontro disputato e alla vittoria contro il più quotato Mr.Aguila gli furono spalancate le porte del successo della CMLL.
Oltre che in Messico ha lottato anche in altre promotion in Giappone (New Japan Pro Wrestling,All Japan Pro Wrestling) in Europa (Nu-Wrestling Evolution) e nella seconda major statunitense, la Total Nonstop Action.
A metà del 2006 Ultimo Guerrero è arrivato in Italia per disputare alcuni match con la NWE ed anche nel bel paese ha dato dimostrazione della sua potenza, della sua tecnica e della sua bravura.
Ha conquistato il CMLL World Light Heavyweight nel 2002 contro Shocker e l'ha difeso fino al 2006 finché non perse contro Rey Bucanero, difendendo il titolo 28 volte.
Nel 2008 partecipa insieme ad altri luchador della CMLL all'evento per nazioni World X Cup della TNA, insieme a Rey Bucanero, Averno e Volador jr.

## Titoli e riconoscimenti
- Consejo Mundial de Lucha Libre
  - CMLL World Heavyweight Championship (2)[1]
  - CMLL World Light Heavyweight Championship (1)[2]
  - CMLL World Tag Team Championship (6) – con Rey Bucanero (3), Dr. Wagner Jr. (1), Atlantis (1) e Dragón Rojo Jr. (1)
  - CMLL World Trios Championship (5) – con Atlantis & Tarzan Boy (1), Atlantis & Negro Casas (1), Euforia & Niebla Roja (1) e Euforia & Gran Guerrero (2)[3]
  - NWA World Historic Middleweight Championship (1)
  - Carnaval Incredible Tournament (2000) – con Rey Bucanero & Mr. Niebla
  - Copa de Arena Mexico (1999; con El Satánico & Rey Bucanero)[4]
  - Copa Bobby Bonales (2014)[5]
  - International Gran Prix (2006, 2007)[6][7]
  - Leyenda de Azul (2016)[8]
  - Torneo Gran Alternativa (1999 – con Blue Panther),[9] (2008 – con Dragón Rojo Jr.)[10] e (2011 – con Escorpión)
  - Universal Championship (2009, 2014)
  - CMLL Rudo of the Year (2009)[11]
  - CMLL Tag Team of the Year (2010) – con Atlantis
- Federacion Mundial de Lucha Libre
  - Champion du Monde (1)[12]
- International Wrestling Revolution Group
  - Copa Higher Power (1999) – con Astro Rey Jr., Máscara Mágica, Rey Bucanero & El Satánico[13]
- Lucha Libre Azteca
  - Azteca Championship (2)[14]
- New Japan Pro-Wrestling
  - CMLL's Brother Tag Team Tournament (2018)[15] – con Gran Guerrero
  - Interfaction Tag Team Tournament - con Atlantis Jr.
- Pro Wrestling Illustrated
  - 10º tra i 500 migliori wrestler singoli nella PWI 500 (2009)[16]
  - 126º tra i 500 migliori wrestler singoli nella PWI 500 (2011)
- Toryumon Mexico
  - Copa Mundial (2014)[17]
  - Copa NSK (2013)
- Total Nonstop Action Wrestling
  - TNA World X Cup (2008) – con Volador Jr., Rey Bucanero e Averno[18]
- Universal Wrestling Entertainment
  - UWE Tag Team Championship (1) – con Atlantis[19]
- World Wrestling Association
  - WWA World Tag Team Championship (1) – con Perro Aguayo Jr.[20]
- Wrestling Observer Newsletter
  - Best Tag Team of the Decade (2000–2009) – con Rey Bucanero[21]
  - Wrestling Observer Newsletter Hall of Fame (Classe del 2019)[22]